# Лоренцо Матеи
Лоренцо Джироламо Матеи (на италиански: Lorenzo Girolamo Mattei), (29 май 1748 - 24 юли 1833) е италиански кардинал от фамилията на Матеите. Той е издигнат в кардинал от папа Григорий XVI в консистория на 15 април 1833. Той е и кандидатурата латински патриарх на Антиохия.
Погребан е семейната гробница в църквата „Санта Мария в Аракуели“ в Рим.